# Vallmyrtjärnen (Vilhelmina socken, Lappland)
Vallmyrtjärnen är en sjö i Vilhelmina kommun i Lappland och ingår i Ångermanälvens huvudavrinningsområde.